# Siiri Nordin
Siiri Nordin, född 15 oktober 1980 i Helsingfors, är en finländsk sångerska, låtskrivare och gitarrist, mest känd som frontfigur i rockgruppen Killer fram till de upplöstes 2005 och numera som soloartist.
När medlemmarna i Killer gick skilda vägar valde Nordin att satsa på solokarriär istället. Hennes debutalbum Me Too gavs ut i maj 2006 på det finska indie-skivbolaget Next Big Thing. Albumet producerades av Jasrmrj Ishmael och innehöll influenser av pop och jazz. I mars 2008 var hon tillbaka med uppföljaren Lyö tahtia, ett album helt på finska. Hon hade nu lämnat Next Big Thing och gav ut Lyö tahtia genom EMI. Albumets singlar var "Viimeinen palanen", "Sano vain" och "Mukula".
Nordin har även sjungit på Kwans singel "Chillin' at the Grotto" (2002) tillsammans med Lauri Ylönen från The Rasmus.
Enligt Nordins webbplats planeras ett tredje album att släppas den 4 maj 2011.[uppföljning saknas]

## Privatliv
Den 27 oktober 2004 fick Nordin ett registrerat partnerskap med sin flickvän Mirja.

## Kompmusiker
- Siiri Nordin - sång, gitarr
- Jussi Jaakonaho - gitarr
- Mitja Tuurala - bas
- Sami Kuoppämaki - trummor

## Diskografi

### Som soloartist
Album
- 2006 - Me Too
- 2008 - Lyö tahtia
- 2011 - TBA

Singlar
- 2003 - "Sydämeni osuman sai"
- 2006 - "Soothe"
- 2007 - "Viimeinen palanen"
- 2008 - "Sano vain"
- 2008 - "Mukula"
- 2011 - "Lusitaan"

### Album med Killer
- 2001 - Sickeningly Pretty & Unpleasantly Vain
- 2003 - Sure You Know How to Drive This Thing

## Refersenser
1. ↑  Internet Movie Database: Siiri Nordins biografi och trivia; läst 24 juli 2009